# Растић
Растић је српскохрватско презиме, настало од храст („храст“) или расти. Познате особе са овим презименом су:
- Дамир Растић (рођен 1988), српски бијатлонац